# Minaria volubilis
Minaria volubilis är en oleanderväxtart som beskrevs av Rapini och U.C.S.Silva. Minaria volubilis ingår i släktet Minaria och familjen oleanderväxter. Inga underarter finns listade i Catalogue of Life.